# Abhimanyu Unnuth
Abhimanyu Unnuth est un écrivain mauricien né le 9 août 1937 à Triolet, à Maurice, et mort le 4 juin 2018. 

## Biographie
Certaines de ses œuvres, toutes écrites en hindî, ont été traduites en français, notamment Les Empereurs de la nuit en 1983 et Sueurs de sang en 2001.